# Hi-hat
En hi-hat, eller hihat, er en form for bækken på et stativ hyppigt brugt som en del af et trommesæt af percussionister indenfor R&B, hip-hop, disko, jazz, rock and roll, house og mange andre former for moderne populært musik.

## Historie
Begyndelsesudgaven af hi-hatten blev kaldt klirrerne (på engelsk clangers), som var små bækkener monteret på stortrommens kant og spændt til en arm på stortrommepedalen. Så kom sne skoene, som var to hængslede plader med bækkener på enderne, som blev klasket sammen. Næst i rækken kom lav-drengen eller lav-hatten, som ligner det moderne hi-hat stativ meget, bækkenerne var bare tæt på jorden. Hi-hatte der var hævet og kunne blive spillet med hænderne såvel som fødderne, må have været opfundet omkring 1926 af Barney Walberg fra trommetilbehørsselskabet Walberg and Auge.
Indtil slutningen af 1960'erne, var den normale hihat 14 tommer, med 13 tommer tilgængelig som et mere specielt alternativ i de professionelle bækkenstørrelser og helt ned til 12 tommer kun til små trommesæt for børn. I starten af 1970'erne begyndte hårde rock trommeslagere (heriblandt Led Zeppelins John Bonham) at bruge 15-tommers hi-hatte. I slutningen af 1980'erne udgav Zildjian den omvæltende 10-tommers Special Recording hi-hatte, som var små, tunge hi-hat bækkenere som kunne bruges til at sætte mikrofoner meget tæt på, både i studiet og på scenen, og de andre producenter fulgte hurtigt efter. I starten og frem til midten af 1990'erne tilbød Paiste 8-tommers hi-hatte som en del af deres Vision-serie; disse hi-hatte var blandt de mindste i verden. I starten af 1980'erne begyndte en del producenter også at eksperimentere med nitter i det nederste bækken. Henimod slutningen af 1990'erne var den almindelige hi-hat igen 14-tommer, med 13-tommers hi-hatte som et mindre sædvanligt alternativ, og alle de mindre hi-hatte blev kun brugt til specielle lyde. Nitter i hi-hatte fejlede og kom stort set aldrig på mode.
De moderne bækkenere er meget tungere end de moderne crashbækken, specielt når man taler om de moderne tynde og lyse crashbækkenere såvel som de tunge hi-hatte. En anden ændring er, at nu er hi-hat bækken]parret ikke nødvendigvis magen til hinanden. Faktisk er det nederste bækken hyppigst tungere end det øverste (men i visse tilfælde, som f.eks. K-Zildjian Steve Gadd Session Hi-hattene, er dette mønster vendt om for en renere lyd og renere trommestik-effekt), og dette er en nyskabelse, der virkelig har forstået at være med på moden. Nogle eksempler er Sabians Fusion hi-hatte med huller i det nederste bækken, Sabian X-cellerator, Zildjian Master Sound, og Paiste Soundedge. Nogle trommeslagere bruger endda helt forskellige hi-hatte fra forskellige klassificeringer (Zildjians K/Z hi-hatte), fra forskellige producenter og endda af forskellige størrelser (magen til K Custom Session hi-hattene hvor det øverste bækken er en sekstendedel af en tomme mindre end det nederste). Max Roach var specielt kendt for at bruge 14" øverst og 15" nederst.
Af andre opfindelser af ny dato har vi X-hatten (fast, lukket, eller halvt åbne hi-hatte), og kabel kontrollerede eller fjernstyrede hi-hatte. Sabian introducerede ”Triple Hi-Hatten”, designet af Peter Kuppers. Denne hi-hat har 3 bækkener, den øverste der flytter sig ned, simultant med den nederste bevæger sig op, mens det midterste bækken forbliver stillestående.
Sænke-koblinger er også brugt til at låse og frigøre hi-hatte, mens begge fødder bliver brugt til at spille dobbelt stortromme. Sænke-koblingerne blev opfundet af ragtime trommeslageren Graig Cortelyou.

## Opbygning (konstruktion)
Hi-hatten består af to bækkener der er monteret til et stativ, hvor det ene bækken ligger på det andet, og de bliver klirret sammen ved hjælp af en pedal på stativet. En smal metalstang løber gennem bækkenerne ind i et hult rør og forbindes til pedalen. Det øverste bækken] er forbundet til stangen med en kobling, mens det nederste bækken står stille og hviler på det hule rør. Højden på det øverste bækken (i åben tilstand) kan justeres.
Når pladen på pedalen bliver presset ned, støder det øverste bækken ned i det nederste bækken (lukket hi-hat). Når man frigiver pedalen igen, vender det øverste bækken tilbage til dets første position (åben hi-hat). En spændingsenhed kontrollerer mængden af pres der kræves for at sænke det øverste bækken, og hvor hurtigt det vender tilbage til den åbne position.
Hi-hatten er et ustemt percussioninstrument, så der er ikke noget toneomfang (ambitus).